# Piotr Aleksiejew (działacz partyjny)
Piotr Aleksiejewicz Aleksiejew (ros. Пётр Алексеевич Алексеев, ur. 1893 we wsi Dochod w guberni twerskiej, zm. 6 września 1937 w Leningradzie) – radziecki działacz partyjny, członek KC WKP(b) (1930-1937).

## Życiorys
Od 1914 działacz SDPRR(b), od listopada 1917 członek Czerwonej Gwardii w Piotrogrodzie, uczestnik rewolucji październikowej w Piotrogrodzie, 1918-1919 sekretarz odpowiedzialny Wyborskiego Komitetu Rejonowego RKP(b) w Piotrogrodzie. Od 1919 sekretarz odpowiedzialny Wasileostrowskiego Komitetu Rejonowego RKP(b) w Piotrogrodzie, później pracownik polityczny Armii Czerwonej na Froncie Południowym, od 1924 sekretarz odpowiedzialny Wyborskiego Komitetu Rejonowego RKP(b) w Leningradzie, później do 1919 sekretarz odpowiedzialny/I sekretarz Moskiewsko-Narwskiego Komitetu Rejonowego WKP(b) w Leningradzie. Od 27 grudnia 1927 do 2 czerwca 1930 zastępca członka KC WKP(b), 1929-1937 przewodniczący Leningradzkiej Obwodowej Rady Związków Zawodowych, od 13 lipca 1930 do 25 czerwca 1937 członek KC WKP(b).
29 czerwca 1937 aresztowany, 6 września 1937 skazany na śmierć przez Kolegium Wojskowe Sądu Najwyższego ZSRR i rozstrzelany. Pośmiertnie zrehabilitowany.